# Хумосу
Хумосу (рум. Humosu) — село у повіті Ясси в Румунії. Входить до складу комуни Сірецел.
Село розташоване на відстані 339 км на північ від Бухареста, 72 км на північний захід від Ясс.

## Населення
За даними перепису населення 2002 року у селі проживали 799 осіб, усі — румуни. Усі жителі села рідною мовою назвали румунську.